# 池田軌明
池田 軌明（いけだ のりあきら）は、江戸時代中期の備中国鴨方藩の世嗣。通称は多宮。

## 略歴
池田軌隆（岡山藩主・池田綱政の九男）の三男として誕生した。幼名は安之丞。
享保10年（1725年）、廃嫡された兄・輝言に代わって鴨方藩世嗣となり、享保12年（1727年）に徳川吉宗に拝謁する。しかし、兄同様に病のため、元文2年（1737年）に廃嫡された。
代わって、一族の大身旗本家から政方が養子に迎えられた。